# Eigentumsurkunde (Pferd)
Die Eigentumsurkunde wird von dem jeweiligen Zuchtverband ausgestellt, bei dem das Pferd eingetragen ist.
Die jeweiligen Verbände sind privatrechtlich, daher hat die Eigentumsurkunde keine gesetzliche Wirkung.
Der Eigentumsübergang erfolgt durch Übergabe des Pferdes und nicht durch Übergabe der Eigentumsurkunde.
Als Nachweis des tatsächlichen Eigentums (Übereignung, Übergang) ist ein Kaufvertrag rechtlich geltend.
Ist dieser nicht schriftlich abgeschlossen worden, ist der Nachweis der Übereignung ausschließlich über Zeugen möglich.
Wurde ein schriftlicher Kaufvertrag geschlossen, und darin eine Eigentumsurkunde erwähnt, ist diese bindend ein Vertragsbestandteil und zum Equidenpass des gekauften Pferdes hinzuzufügen. Die Übergabe des Equidenpasses und Eigentumsurkunde stellt einen vertragliche Nebenpflicht nach 241 Abs. BGB dar.
Eine verlorengegangene Eigentumsurkunde kann auf freiwillige Eigeninitiative beim Zuchtverband beantragt werden, bei dem das Pferd eingetragen wurde.
Ein Equidenpass muss hingegen zwingend bei ausdrücklich jedem Pferd sein, unabhängig eines Eigentumsverhältnis. Dieser ist vergleichbar mit dem Personalausweis und dient der Identifikation sowie der medizinischen Dokumentation. 
Equindenpass und Eigentumsurkunde verbleiben auch nach Aushändigung im Eigentum des jeweiligen Zuchtverbandes.
Randnotiz:
in der Schweiz heißt das Dokument Abstammungsschein.

## Inhalt
Die Eigentumsurkunde enthält folgende Informationen:
- Name des Pferdes
- Lebensnummer als eindeutige Identifikation, vergeben von der Zuchtorganisation
- Geschlecht des Pferdes
- Mikrochipnummer (wenn vorhanden)
- Rasse
- Zuchtbrand (wenn vorhanden)
- Name, Land, Postleitzahl und Ort des Züchters
- Fellfarbe
- Geburtsdatum
- Abstammungsbaum mit vier Generationen der Vorfahren
- Ausstellungsort und -Datum des Dokumentes
- Stempel der ausstellenden Zuchtorganisation
- Unterschrift der ausstellenden Person